# فأر جيبي كاليفورني
فأر جيبي كاليفورني (الاسم العلمي: Chaetodipus californicus) هو نوع من الحيوانات يتبع جنس فأر جيبي خشن من فصيلة الغوفرية.